# Мистер Олимпия 2001
Мистер Олимпия 2001 — самое значимое международное соревнование по культуризму, проводимое под эгидой Международной федерации бодибилдинга (англ. International Federation of Bodybuilding, IFBB). Соревнования проходили 27 октября 2001 года в Лас Вегасе, США. Это был тридцать седьмой по счету турнир «Мистер Олимпия». Свой четвертый титул завоевал Ронни Колеман (США).

## Таблица
Место	Участник	№	Вес	Страна	
- 1	Ронни Колеман	1	118 кг	США
- 2	Джей Катлер	2	113 кг	США
- 3	Кевин Леврон	14	112 кг	США
- 4	Шон Рэй	9	96 кг	США
- 5	Крис Кормье	6	118 кг	США
- 6	Орвилл Бурк	18	 	США
- 7	Деннис Джеймс	19	118 кг	Германия
- 8	Декстер Джексон	7	 	США
- 9	Нассер Эль Сонбати	5	 	Германия
- 10	Шари Камали	20	113 кг	Иран
- 11	Мелвин Энтони	8	107 кг	США
- 12	Крейг Титус	15	109 кг	США
- 13	Винс Тейлор	3	104 кг	США
- 14	Маркус Рюль	13	129 кг	Германия
- 15	Гюнтер Шлиркамп	4	132 кг	Германия
- 16	Том Принс	11	 	США
- 17	Джей Ди Даводу	 	 	Англия
- 18	Даррем Чарльз	 	 	Тринидад
- 19	Павол Яблоницкий	 	 	Чехия
- 20	Клод Гроулкс	 	 	Канада
- 21	Майк Матараццо	17	113 кг	США